# Слов'яносербська волость
Слов'яносербська (Слов'яносербсько-Жовтянська волость) — історична адміністративно-територіальна одиниця Слов'яносербського повіту Катеринославської губернії.
Станом на 1886 рік складалася з 4 поселень, 2 сільських громад. Населення — 3319 осіб (1694 чоловічої статі та 1625 — жіночої), 549 дворових господарства.
|                    | Площа, десятин | У тому числі орної, дес. |
| ------------------ | -------------- | ------------------------ |
| Сільських громад   | 8734           | 3932                     |
| Казенної власності | 567            | 30                       |
| Іншої власності    | 178            | 100                      |
| Загалом            | 9479           | 4062                     |

Поселення волості:
- Жовте — колишнє державне село при річці Сіверський Донець за 9 верст від повітового міста, 2087 осіб, 357 дворів, православна церква, 2 лавки, 2 ярмарки на рік.
- колишнє державне село при Слов'яносербську — 1126 осіб, 176 дворів.